# I'm Going Slightly Mad
〈I'm Going Slightly Mad〉는 영국의 록 밴드 퀸의 곡이다. 프레디 머큐리가 썼지만, 피터 스트레이커의 감명받지 않은 서정적인 기여로 퀸을 기리고, 이 곡은 1991년 음반 《Innuendo》의 두 번째 싱글로 발매되었다. 이 노래의 가사와 함께 나오는 뮤직 비디오 프로젝트는 수성의 정신적 쇠퇴를 다루는 가사가 에이즈 발전을 위한 효과의 하나로 경험하고 있음에도 불구하고, 이 노래가 별나고, 유머러스하고, 밝은 마음을 가진 노래라고 한다. 이 노래에는 브라이언 메이가 부른 슬라이드 기타 솔로곡도 들어있다. 존 디콘의 베이스는 저음 B로 맞춰져 있다.
그 표지 하나가 그랑빌의 삽화에서 영감을 얻었다(그 음반의 다른 사람들과 마찬가지로).